# Acartauchenius insigniceps
Acartauchenius insigniceps là một loài nhện trong họ Linyphiidae.
Loài này thuộc chi Acartauchenius. Acartauchenius insigniceps được Eugène Simon miêu tả năm 1894.